# NGC 3489
NGC 3489 is een balkspiraalstelsel in het sterrenbeeld Leeuw. Het hemelobject werd op 8 april 1793 ontdekt door de Duits-Britse astronoom William Herschel.

## Synoniemen
- UGC 6082
- MCG 2-28-39
- ZWG 66.84
- PGC 33160